# メイショウコロンボ
メイショウコロンボ（欧字名:Meisho Columbo、2009年3月19日 - 2018年1月14日）は、日本の競走馬。主な勝ち鞍に2014年の兵庫ゴールドトロフィー、2015年の名古屋大賞典。
馬名の由来は、冠名＋刑事コロンボより。

## 経歴
2012年1月4日、小倉競馬場5Rの3歳新馬戦で、武幸四郎を背にデビューし、2着。5月の未勝利戦で初勝利を収め、10月からはダートに路線転向した。
5歳となっての初戦、1月の初夢ステークスはスタート直後に落馬し競走中止となったが、4月の1600万下条件の春光ステークスを逃げ切って勝利し、晴れてオープンクラスに昇格となる。重賞初挑戦の平安ステークスは9着に敗れたが、続く7月のオープン特別・ジュライステークスを2着とすると8月の阿蘇ステークスでオープンクラス初勝利をマーク。繰り上がりで出走が叶った12月の兵庫ゴールドトロフィーは、本馬のほかにも逃げタイプが複数いるメンバー構成だったが、それらの馬のスタートがいまいちであった事もありスムーズにハナを切り、追い上げてきたジョーメテオを振り切って重賞初制覇を果たした。
6歳シーズンは3月の名古屋大賞典より始動。道中はいつものように逃げ、3コーナー過ぎで並び掛けてきたアジアエクスプレスの追撃を直線で半馬身差振り切り、重賞2連勝を飾った。3連勝を狙った5月のかきつばた記念はハナを切れず控える形となり、逃げたコーリンベリーを捉えきれず、レーザーバレットにも交わされ3着に敗れる。7月のマーキュリーカップは1番人気に支持され逃げたが、5着に終わった。
マーキュリーカップの後は長期休養に入った。約1年5か月のファイナルステークスで復帰するが、見せ場なく10着に敗れる。翌2017年も現役続行の予定だったが、左前種子骨靭帯炎の発症が判明したため、3月30日付で競走馬登録を抹消・引退した。
引退後は岡山県加賀郡吉備中央町の岡山乗馬倶楽部で乗馬となった。その後、広島県の乗馬クラブに移動した。2018年1月14日、馬房内で転倒したことが原因で死亡。9歳没。

## 競走成績
以下の内容は、netkeiba.comおよびJBISサーチに基づく。
| 競走日     | 競馬場 | 競走名            | 格       | 距離（馬場）  | 頭 数 | 枠 番 | 馬 番 | オッズ （人気） | 着順 | タイム （上り3F） | 着差 | 騎手        | 斤量 [kg] | 1着馬（2着馬）         | 馬体重 [kg] |
| ---------- | ------ | ----------------- | -------- | ------------- | ----- | ----- | ----- | --------------- | ---- | ----------------- | ---- | ----------- | --------- | ---------------------- | ----------- |
| 2012.01.14 | 小倉   | 3歳新馬           |          | 芝2000m（良） | 10    | 1     | 1     | 009.90（5人）   | 02着 | R2:02.3（34.4）   | -0.0 | 0武幸四郎   | 56        | エーシングルーオン     | 482         |
| 0000.02.05 | 小倉   | 3歳未勝利         |          | 芝2000m（良） | 15    | 7     | 13    | 009.30（3人）   | 10着 | R2:03.7（36.7）   | -1.2 | 0武幸四郎   | 56        | トーセンホマレボシ     | 476         |
| 0000.05.20 | 新潟   | 3歳未勝利         |          | 芝1600m（良） | 16    | 2     | 3     | 011.60（7人）   | 01着 | R1:34.6（34.4）   | -0.0 | 0古川吉洋   | 56        | （コスモミレネール）   | 464         |
| 0000.06.09 | 阪神   | 3歳上500万下      |          | 芝2000m（稍） | 12    | 8     | 12    | 003.40（1人）   | 11着 | R2:03.9（37.6）   | -2.2 | 0武幸四郎   | 54        | グラーネ               | 458         |
| 0000.10.14 | 新潟   | 3歳上500万下      |          | ダ1800m（良） | 10    | 7     | 7     | 007.70（3人）   | 02着 | R1:55.5（41.0）   | -0.3 | 0武幸四郎   | 55        | テーオーサクセス       | 480         |
| 0000.12.02 | 中京   | 3歳上500万下      |          | ダ1800m（良） | 16    | 5     | 9     | 006.20（4人）   | 01着 | R1:53.0（36.7）   | -0.0 | 0武幸四郎   | 56        | （アサクサポイント）   | 484         |
| 2013.01.20 | 京都   | 4歳上1000万下     |          | ダ1800m（良） | 15    | 8     | 15    | 004.00（2人）   | 02着 | R1:52.1（38.0）   | -0.1 | 0酒井学     | 56        | メイショウコンカー     | 476         |
| 0000.02.17 | 京都   | 4歳上1000万下     |          | ダ1800m（重） | 16    | 3     | 5     | 001.60（1人）   | 02着 | R1:51.4（36.8）   | -0.0 | 0武幸四郎   | 56        | セトノメジャー         | 478         |
| 0000.04.06 | 阪神   | 4歳上1000万下     |          | ダ1800m（稍） | 16    | 8     | 15    | 003.70（2人）   | 01着 | R1:51.3（36.1）   | -0.1 | 0武幸四郎   | 57        | （ダイヤノゲンセキ）   | 474         |
| 0000.05.26 | 京都   | ナリタブライアンC | 1600万下 | ダ1800m（良） | 16    | 8     | 15    | 005.90（3人）   | 13着 | R1:52.9（39.2）   | -2.1 | 0武幸四郎   | 57        | ヴァンヌーヴォー       | 478         |
| 0000.11.17 | 京都   | 3歳上1000万下     |          | ダ1800m（稍） | 11    | 5     | 5     | 003.60（2人）   | 03着 | R1:50.2（37.3）   | -0.0 | 0武幸四郎   | 57        | クリノスターオー       | 490         |
| 0000.12.07 | 中京   | 浜名湖特別        | 1000万下 | ダ1800m（良） | 15    | 5     | 8     | 001.80（1人）   | 01着 | R1:52.5（36.6）   | -0.7 | 0武幸四郎   | 57        | （シンゼンレンジャー） | 482         |
| 2014.01.05 | 京都   | 初夢S             | 1600万下 | ダ1800m（良） | 15    | 8     | 15    | 008.00（4人）   |      | 競走中止          |      | 0武幸四郎   | 57        | マイネルバイカ         | 488         |
| 0000.05.03 | 東京   | 春光S             | 1600万下 | ダ1600m（良） | 14    | 7     | 11    | 008.30（3人）   | 01着 | R1:36.4（36.3）   | -0.0 | 0秋山真一郎 | 57        | （スズカヴィグラス）   | 472         |
| 0000.05.24 | 京都   | 平安S             | GIII     | ダ1900m（良） | 16    | 4     | 7     | 046.10（9人）   | 09着 | R1:57.2（37.1）   | -0.6 | 0武幸四郎   | 56        | クリノスターオー       | 480         |
| 0000.07.20 | 中京   | ジュライS         | OP       | ダ1800m（良） | 16    | 6     | 11    | 011.90（5人）   | 02着 | R1:50.7（38.8）   | -0.7 | 0武幸四郎   | 56        | ヴォーグトルネード     | 488         |
| 0000.08.17 | 小倉   | 阿蘇S             | OP       | ダ1700m（稍） | 15    | 8     | 15    | 004.70（2人）   | 01着 | R1:43.0（36.3）   | -0.1 | 0武幸四郎   | 55        | （タイムズアロー）     | 486         |
| 0000.12.24 | 園田   | 兵庫ゴールドT     | JpnIII   | ダ1400m（稍） | 12    | 6     | 8     | 002.80（1人）   | 01着 | R1:25.7（37.5）   | -0.2 | 0武幸四郎   | 56        | （ジョーメテオ）       | 493         |
| 2015.03.26 | 名古屋 | 名古屋大賞典      | JpnIII   | ダ1900m（良） | 11    | 8     | 11    | 004.80（3人）   | 01着 | R2:00.8（38.4）   | -0.1 | 0武幸四郎   | 55        | （アジアエクスプレス） | 498         |
| 0000.05.04 | 名古屋 | かきつばた記念    | JpnIII   | ダ1400m（重） | 11    | 7     | 9     | 002.40（2人）   | 03着 | R1:25.6（37.4）   | -0.5 | 0武幸四郎   | 55        | コーリンベリー         | 494         |
| 0000.07.20 | 盛岡   | マーキュリーC     | JpnIII   | ダ2000m（良） | 14    | 4     | 6     | 001.80（1人）   | 05着 | R2:09.2（39.8）   | -1.4 | 0武幸四郎   | 55        | ユーロビート           | 500         |
| 2016.12.25 | 阪神   | 2016ファイナルS   | OP       | ダ1400m（稍） | 16    | 1     | 1     | 040.5（11人）   | 10着 | R1:23.7（37.0）   | -1.1 | 0武幸四郎   | 59        | タガノエスプレッソ     | 494         |

## 血統表
| メイショウコロンボの血統          | メイショウコロンボの血統              | メイショウコロンボの血統 | （血統表の出典）     | （血統表の出典） |
| 父系                              | サンデーサイレンス系                  | サンデーサイレンス系     | サンデーサイレンス系 | [ § 2 ]          |
| 父 マンハッタンカフェ 1998 青鹿毛 | 父の父*サンデーサイレンス 1986 青鹿毛 | Halo                     | Hail to Reason       | Hail to Reason   |
| 父 マンハッタンカフェ 1998 青鹿毛 | 父の父*サンデーサイレンス 1986 青鹿毛 | Halo                     | Cosmah               |                  |
| 父 マンハッタンカフェ 1998 青鹿毛 | 父の父*サンデーサイレンス 1986 青鹿毛 | Wishing Well             | Understanding        | Understanding    |
| 父 マンハッタンカフェ 1998 青鹿毛 | 父の父*サンデーサイレンス 1986 青鹿毛 | Wishing Well             | Mountain Flower      |                  |
| 父 マンハッタンカフェ 1998 青鹿毛 | 父の母*サトルチェンジ 1988 黒鹿毛     | Law Society              | Alleged              | Alleged          |
| 父 マンハッタンカフェ 1998 青鹿毛 | 父の母*サトルチェンジ 1988 黒鹿毛     | Law Society              | Bold Bikini          |                  |
| 父 マンハッタンカフェ 1998 青鹿毛 | 父の母*サトルチェンジ 1988 黒鹿毛     | Santa Luciana            | Luciano              | Luciano          |
| 父 マンハッタンカフェ 1998 青鹿毛 | 父の母*サトルチェンジ 1988 黒鹿毛     | Santa Luciana            | Suleika              |                  |
| 母 メイショウハーブ 1997 鹿毛     | 母の父*エルハーブ 1991 青毛           | Chief's Crown            | Danzig               | Danzig           |
| 母 メイショウハーブ 1997 鹿毛     | 母の父*エルハーブ 1991 青毛           | Chief's Crown            | Six Crowns           |                  |
| 母 メイショウハーブ 1997 鹿毛     | 母の父*エルハーブ 1991 青毛           | Histoire                 | Riverman             | Riverman         |
| 母 メイショウハーブ 1997 鹿毛     | 母の父*エルハーブ 1991 青毛           | Histoire                 | Helvetie             |                  |
| 母 メイショウハーブ 1997 鹿毛     | 母の母*ルハビー 1986 栗毛             | Plugged Nickle           | Key to the Mint      | Key to the Mint  |
| 母 メイショウハーブ 1997 鹿毛     | 母の母*ルハビー 1986 栗毛             | Plugged Nickle           | Toll Booth           |                  |
| 母 メイショウハーブ 1997 鹿毛     | 母の母*ルハビー 1986 栗毛             | Le Moulin                | Hawaii               | Hawaii           |
| 母 メイショウハーブ 1997 鹿毛     | 母の母*ルハビー 1986 栗毛             | Le Moulin                | Pombal               |                  |
| 母系(F-No.)                       | (FN:14-f)                             | (FN:14-f)                | (FN:14-f)            | [ § 3 ]          |
| 5代内の近親交配                   | アウトブリード                        | アウトブリード           | アウトブリード       | [ § 4 ]          |
| 出典                              | 1. 2. 3. 4.                           | 1. 2. 3. 4.              | 1. 2. 3. 4.          | 1. 2. 3. 4.      |

- 伯父にメイショウモトナリ（1997年スーパーダートダービーなど重賞4勝）
- そのほかの近親にクールホタルビ（2014年ファンタジーステークス）。